# Aelfweard od Wessexa
Aelfweard (staroengleski: Ælfweard), kralj engleske kraljevine Wessex, nepoznatog nadnevka rođenja, umro je 2. kolovoza 924. godine. Bio je četvrto dijete kralja Edvarda I. Starijeg, a drugo iz njegova braka s Eldfed od Wessexa.
Smrću svog oca Edvarda I. Starijeg 924. godine, naslijedio je krunu zajedno s bratom Ethelstanom tako što je on vladao kraljevinom Wessexom, a Ethelstan Mercijom. Kako je ubrzo, iste godine (924.), Aelfweard i umro, Ethelstan je postao vladar cjelokupnog područja ondašnje Engleske.
Imao je 14 poznate braće, polubraće, sestara i polusestara. Braća i sestre su mu bili Eadgifu, Edita, Eadhild, Ælfgifu, Eadflæd i Eadhild. Polubraća i polusestre su mu bili Ethelstan, zatim jedna nepoznata imena koja je poslije postala supruga Sitrica Cáecha), Edmund, 
Edred, Edburga, Eadgifu i Edwin Ætheling.

## Kraljevanje i smrt
Jedino što tvrdi Anglosaska kronika u svezi s Aelfweardom jest da je umro vrlo brzo nakon očeve smrti koja je bila 17. srpnja 924. godine i to da su oboje pokopani u Winchesterskoj katedrali. Rukopis D rečene kronike precizira da je oca nadživio samo 16 dana. Ne navodi se izričito da je vladao. No, popis zapadnosaskih kraljeva iz 12. stoljeća Textus Roffensis spominju ga kao očeva nasljednika koji je vladao četiri tjedna. I Liber Vitae iz New Minstera, izvor iz 11. stoljeća koji se temelji na ranijim zapisima, navodi ga kao kralja. S druge strane, Vilim Malmesburyjski, oslanjajući se na poemu, povezivao je da je Edvardov najstariji sin (iz braka sa suprugom Ecgwynnom), Athelstan, da je naslijedio prijestolje izravno sukladno oporuci kralja Alfreda (izgubljenoj). Poemu se nekad smatralo mjerodavnim izvorom koji je blizak onom vremenu, no Michael Lapidge je pokazao da se to temelji na tome što se nije razumjelo Vilimovu referenciju na "određenu očigledno staru knjigu".